# Amictus obliquenotatus
Amictus obliquenotatus är en tvåvingeart som beskrevs av Austen 1937. Amictus obliquenotatus ingår i släktet Amictus och familjen svävflugor. Inga underarter finns listade i Catalogue of Life.